# Qiziladzjlo
Qiziladzjlo eller Qizil-Adzjlo (georgiska: ყიზილ-აჯლო; azerbajdzjanska: Qızılhacılı) är en ort i Georgien. Den ligger i den sydöstra delen av landet, 25 km söder om huvudstaden Tbilisi. Qiziladzjlo ligger 418 meter över havet och antalet invånare var 7 291 år 2014.